# Pampeta
La pampeta, pampeta vera o pampeta lleonada (Paralepista flaccida) és una espècie de bolet agarical de la família de les tricolomatàcies (Tricholomataceae). És la pampeta més corrent i un dels bolets més comuns a la tardor. Surt, sense gaires exigències, pertot arreu i en grups nombrosos.

## Morfologia
El seu barret, amb una forma d'embut molt acusada i amb el marge enrotllat, fa de 3 a 10 cm d'amplada. És de color ocre ataronjat o bru rogenc i a sota duu làmines molt decurrents de color crema, que se separen fàcilment de la carn del barret si s'estiren amb els dits.
El peu és més aviat prim, de color vori, i a baix de tot porta sempre una massa cotonosa, restes del miceli, que moltes voltes enganxa diverses fulles, que d'aquesta manera resten atrapades a la base del peu.
La carn és molt prima, blanquinosa.

## Comestibilitat
És un bolet comestible de gust agradable, no gaire fort, sense gaire tradició, que pot collir-se aquells dies que no es troba res més de bo.